# Lauren Gold
Lauren Gold (Londra, 9 gennaio 1981) è una modella britannica.

## Biografia
Lauren Gold è nata in Inghilterra nel 1981 ed è cresciuta in una famiglia ebrea, fuori Londra con il fratello e la sorella. Sua madre era una top model negli anni sessanta e sin da piccola, la Gold voleva seguire le orme della madre. All'età di tredici anni, sua madre invia le sue foto a un'agenzia, grazie alla quale Lauren Gold inizia a lavorare per alcune campagne, e comparendo nei video musicali dei Roxette. Grazie ad un contratto con la Select Model Management, la carriera della modella ha una svolta.
Nel 2000, Lauren Gold è comparsa nel video Rock DJ di Robbie Williams e nell'edizione inglese della rivista Maxim. Nel corso della sua carriera la Gold ha posato per le campagne pubblicitarie di aziende come The Coca-Cola Company, Vodafone, Pantene, Triumph, Jockey, Brilleland, Truworths, Brockmans Gin, Elizabeth Arden, Marks & Spencer, Next, East Ltd, Lenor e Wonderbra ed ha sfilato per Agent Provocateur.
Nel 2008 è stata protagonista del cortometraggio Out of the Dark ed è apparsa nel film Beyond the Rave.

## Agenzie
- Select Model Management
- Models 1 Agency - Londra
- Cathy Quinn Models - New York
- Modelwerk - Amburgo
- Unity Models - Monaco di Baviera
- Francina - Barcellona
- Images - Atene
- Stockholmsgruppen - Stoccolma
- MC 2 - Tel Aviv
- Shine Group- Sudafrica
- IMM - Bruxelles